# Ben Acton
Benjamin Maxwell „Ben“ Acton (* 2. Dezember 1927 in Footscray, Victoria; † 10. Juli 2020 in Queensland) war ein australischer Eishockeyspieler. 

## Karriere
Ben Acton nahm für die australische Nationalmannschaft an den Olympischen Winterspielen 1960 in Squaw Valley teil. Mit seinem Team belegte er den neunten und somit letzten Platz. Er selbst kam im Turnierverlauf in fünf Spielen zum Einsatz. Auf Vereinsebene spielte er für den Blackhawks Ice Hockey Club in Melbourne.